# Stazione di Brandegg
La stazione di Brandegg è una stazione ferroviaria ubicata a Grindelwald, lungo la Wengernalpbahn.

## Storia
La stazione venne inaugurata il 20 giugno 1893 contestualmente all'apertura del tratto di ferrovia da Kleine Scheidegg a Grindelwald.

## Struttura e impianti
La stazione dispone di un fabbricato viaggiatore in legno che ospita la sala d'attesa e la biglietteria automatica, mentre il piano binari è composto da due binari passanti.

## Movimento
Tutti i treni effettuano fermata a richiesta a Brandegg con frequenza semioraria in entrambe le direzioni, con destinazioni Kleine Scheidegg e Grindelwald.

## Servizi
- Biglietteria automatica
- Sala d'attesa
- Servizi igienici